# Eliminacje do Mistrzostw Europy Juniorów w Piłce Siatkowej Mężczyzn 2014
Eliminacje strefy CEV do Mistrzostw Europy Juniorów 2014 odbywają się w trzech rundach kwalifikacyjnych, bierze w nich udział 35 reprezentacji. Eliminacje wyłonią 10 najlepszych zespołów, które awansują do Mistrzostw Świata w Piłce Siatkowej Mężczyzn 2014.
Bezpośredni awans jako gospodarz turnieju uzyskuje  reprezentacja Słowacji i reprezentacja Czech

## Pierwsza runda

### Grupa A
| Lp. | Drużyna     | Pkt | Mecze | Mecze | Mecze | Sety | Sety | Sety  | Małe punkty | Małe punkty | Małe punkty |
| Lp. | Drużyna     | Pkt | M     | W     | P     | wyg. | prz. | ratio | zdob.       | str.        | ratio       |
| --- | ----------- | --- | ----- | ----- | ----- | ---- | ---- | ----- | ----------- | ----------- | ----------- |
| 1   | Norwegia    | 6   | 2     | 2 (0) | 0 (0) | 6    | 0    | MAX   | 153         | 103         | 1.485       |
| 2   | Anglia      | 3   | 2     | 1 (0) | 1 (0) | 3    | 3    | 1.000 | 134         | 122         | 1.098       |
| 3   | Azerbejdżan | 0   | 2     | 0 (0) | 2 (0) | 0    | 6    | 0.000 | 88          | 150         | 0.587       |

Źródło: cev.lu
Punktacja: 3:0 i 3:1 – 3 pkt; 3:2 – 2 pkt; 2:3 – 1 pkt; 1:3 i 0:3 – 0 pkt
Zasady ustalania kolejności: 1. liczba punktów; 2. liczba zwycięstw; 3. stosunek setów; 4. stosunek małych punktów; 5. bilans w bezpośrednich meczach
     awans do drugiej rundy eliminacji

## Druga runda

### Grupa A
| Lp. | Drużyna | Pkt | Mecze | Mecze | Mecze | Sety | Sety | Sety  | Małe punkty | Małe punkty | Małe punkty |
| Lp. | Drużyna | Pkt | M     | W     | P     | wyg. | prz. | ratio | zdob.       | str.        | ratio       |
| --- | ------- | --- | ----- | ----- | ----- | ---- | ---- | ----- | ----------- | ----------- | ----------- |
| 1   | Estonia | 0   | 0     | 0 (0) | 0 (0) | 0    | 0    | MAX   | 0           | 0           | MAX         |
| 2   | Izrael  | 0   | 0     | 0 (0) | 0 (0) | 0    | 0    | MAX   | 0           | 0           | MAX         |
| 3   | Łotwa   | 0   | 0     | 0 (0) | 0 (0) | 0    | 0    | MAX   | 0           | 0           | MAX         |
| 4   | Rosja   | 0   | 0     | 0 (0) | 0 (0) | 0    | 0    | MAX   | 0           | 0           | MAX         |

Źródło: cev.lu
Punktacja: 3:0 i 3:1 – 3 pkt; 3:2 – 2 pkt; 2:3 – 1 pkt; 1:3 i 0:3 – 0 pkt
Zasady ustalania kolejności: 1. liczba punktów; 2. liczba zwycięstw; 3. stosunek setów; 4. stosunek małych punktów; 5. bilans w bezpośrednich meczach
     awans do ME 2014

### Grupa B
| Lp. | Drużyna | Pkt | Mecze | Mecze | Mecze | Sety | Sety | Sety  | Małe punkty | Małe punkty | Małe punkty |
| Lp. | Drużyna | Pkt | M     | W     | P     | wyg. | prz. | ratio | zdob.       | str.        | ratio       |
| --- | ------- | --- | ----- | ----- | ----- | ---- | ---- | ----- | ----------- | ----------- | ----------- |
| 1   | Austria | 0   | 0     | 0 (0) | 0 (0) | 0    | 0    | MAX   | 0           | 0           | MAX         |
| 2   | Włochy  | 0   | 0     | 0 (0) | 0 (0) | 0    | 0    | MAX   | 0           | 0           | MAX         |
| 3   | Polska  | 0   | 0     | 0 (0) | 0 (0) | 0    | 0    | MAX   | 0           | 0           | MAX         |
| 4   | Ukraina | 0   | 0     | 0 (0) | 0 (0) | 0    | 0    | MAX   | 0           | 0           | MAX         |

Źródło: cev.lu
Punktacja: 3:0 i 3:1 – 3 pkt; 3:2 – 2 pkt; 2:3 – 1 pkt; 1:3 i 0:3 – 0 pkt
Zasady ustalania kolejności: 1. liczba punktów; 2. liczba zwycięstw; 3. stosunek setów; 4. stosunek małych punktów; 5. bilans w bezpośrednich meczach
     awans do ME 2014

### Grupa C
| Lp. | Drużyna   | Pkt | Mecze | Mecze | Mecze | Sety | Sety | Sety  | Małe punkty | Małe punkty | Małe punkty |
| Lp. | Drużyna   | Pkt | M     | W     | P     | wyg. | prz. | ratio | zdob.       | str.        | ratio       |
| --- | --------- | --- | ----- | ----- | ----- | ---- | ---- | ----- | ----------- | ----------- | ----------- |
| 1   | Dania     | 0   | 0     | 0 (0) | 0 (0) | 0    | 0    | MAX   | 0           | 0           | MAX         |
| 2   | Norwegia  | 0   | 0     | 0 (0) | 0 (0) | 0    | 0    | MAX   | 0           | 0           | MAX         |
| 3   | Rumunia   | 0   | 0     | 0 (0) | 0 (0) | 0    | 0    | MAX   | 0           | 0           | MAX         |
| 4   | Hiszpania | 0   | 0     | 0 (0) | 0 (0) | 0    | 0    | MAX   | 0           | 0           | MAX         |

Źródło: cev.lu
Punktacja: 3:0 i 3:1 – 3 pkt; 3:2 – 2 pkt; 2:3 – 1 pkt; 1:3 i 0:3 – 0 pkt
Zasady ustalania kolejności: 1. liczba punktów; 2. liczba zwycięstw; 3. stosunek setów; 4. stosunek małych punktów; 5. bilans w bezpośrednich meczach
     awans do ME 2014

### Grupa D
| Lp. | Drużyna   | Pkt | Mecze | Mecze | Mecze | Sety | Sety | Sety  | Małe punkty | Małe punkty | Małe punkty |
| Lp. | Drużyna   | Pkt | M     | W     | P     | wyg. | prz. | ratio | zdob.       | str.        | ratio       |
| --- | --------- | --- | ----- | ----- | ----- | ---- | ---- | ----- | ----------- | ----------- | ----------- |
| 1   | Finlandia | 0   | 0     | 0 (0) | 0 (0) | 0    | 0    | MAX   | 0           | 0           | MAX         |
| 2   | Węgry     | 0   | 0     | 0 (0) | 0 (0) | 0    | 0    | MAX   | 0           | 0           | MAX         |
| 3   | Serbia    | 0   | 0     | 0 (0) | 0 (0) | 0    | 0    | MAX   | 0           | 0           | MAX         |
| 4   | Słowenia  | 0   | 0     | 0 (0) | 0 (0) | 0    | 0    | MAX   | 0           | 0           | MAX         |

Źródło: cev.lu
Punktacja: 3:0 i 3:1 – 3 pkt; 3:2 – 2 pkt; 2:3 – 1 pkt; 1:3 i 0:3 – 0 pkt
Zasady ustalania kolejności: 1. liczba punktów; 2. liczba zwycięstw; 3. stosunek setów; 4. stosunek małych punktów; 5. bilans w bezpośrednich meczach
     awans do ME 2014

### Grupa E
| Lp. | Drużyna    | Pkt | Mecze | Mecze | Mecze | Sety | Sety | Sety  | Małe punkty | Małe punkty | Małe punkty |
| Lp. | Drużyna    | Pkt | M     | W     | P     | wyg. | prz. | ratio | zdob.       | str.        | ratio       |
| --- | ---------- | --- | ----- | ----- | ----- | ---- | ---- | ----- | ----------- | ----------- | ----------- |
| 1   | Belgia     | 0   | 0     | 0 (0) | 0 (0) | 0    | 0    | MAX   | 0           | 0           | MAX         |
| 2   | Francja    | 0   | 0     | 0 (0) | 0 (0) | 0    | 0    | MAX   | 0           | 0           | MAX         |
| 3   | Portugalia | 0   | 0     | 0 (0) | 0 (0) | 0    | 0    | MAX   | 0           | 0           | MAX         |
| 4   | Szwecja    | 0   | 0     | 0 (0) | 0 (0) | 0    | 0    | MAX   | 0           | 0           | MAX         |

Źródło: cev.lu
Punktacja: 3:0 i 3:1 – 3 pkt; 3:2 – 2 pkt; 2:3 – 1 pkt; 1:3 i 0:3 – 0 pkt
Zasady ustalania kolejności: 1. liczba punktów; 2. liczba zwycięstw; 3. stosunek setów; 4. stosunek małych punktów; 5. bilans w bezpośrednich meczach
     awans do ME 2014

### Grupa F
| Lp. | Drużyna  | Pkt | Mecze | Mecze | Mecze | Sety | Sety | Sety  | Małe punkty | Małe punkty | Małe punkty |
| Lp. | Drużyna  | Pkt | M     | W     | P     | wyg. | prz. | ratio | zdob.       | str.        | ratio       |
| --- | -------- | --- | ----- | ----- | ----- | ---- | ---- | ----- | ----------- | ----------- | ----------- |
| 1   | Bułgaria | 0   | 0     | 0 (0) | 0 (0) | 0    | 0    | MAX   | 0           | 0           | MAX         |
| 2   | Anglia   | 0   | 0     | 0 (0) | 0 (0) | 0    | 0    | MAX   | 0           | 0           | MAX         |
| 3   | Grecja   | 0   | 0     | 0 (0) | 0 (0) | 0    | 0    | MAX   | 0           | 0           | MAX         |
| 4   | Holandia | 0   | 0     | 0 (0) | 0 (0) | 0    | 0    | MAX   | 0           | 0           | MAX         |

Źródło: cev.lu
Punktacja: 3:0 i 3:1 – 3 pkt; 3:2 – 2 pkt; 2:3 – 1 pkt; 1:3 i 0:3 – 0 pkt
Zasady ustalania kolejności: 1. liczba punktów; 2. liczba zwycięstw; 3. stosunek setów; 4. stosunek małych punktów; 5. bilans w bezpośrednich meczach
     awan do ME 2014

### Grupa G
| Lp. | Drużyna    | Pkt | Mecze | Mecze | Mecze | Sety | Sety | Sety  | Małe punkty | Małe punkty | Małe punkty |
| Lp. | Drużyna    | Pkt | M     | W     | P     | wyg. | prz. | ratio | zdob.       | str.        | ratio       |
| --- | ---------- | --- | ----- | ----- | ----- | ---- | ---- | ----- | ----------- | ----------- | ----------- |
| 1   | Chorwacja  | 0   | 0     | 0 (0) | 0 (0) | 0    | 0    | MAX   | 0           | 0           | MAX         |
| 2   | Niemcy     | 0   | 0     | 0 (0) | 0 (0) | 0    | 0    | MAX   | 0           | 0           | MAX         |
| 3   | Czarnogóra | 0   | 0     | 0 (0) | 0 (0) | 0    | 0    | MAX   | 0           | 0           | MAX         |
| 4   | Turcja     | 0   | 0     | 0 (0) | 0 (0) | 0    | 0    | MAX   | 0           | 0           | MAX         |

Źródło: cev.lu
Punktacja: 3:0 i 3:1 – 3 pkt; 3:2 – 2 pkt; 2:3 – 1 pkt; 1:3 i 0:3 – 0 pkt
Zasady ustalania kolejności: 1. liczba punktów; 2. liczba zwycięstw; 3. stosunek setów; 4. stosunek małych punktów; 5. bilans w bezpośrednich meczach
     awans do ME 2014